# Nyctemera gerra
Nyctemera gerra är en fjärilsart som beskrevs av Swinhoe 1903. Nyctemera gerra ingår i släktet Nyctemera och familjen björnspinnare. Inga underarter finns listade i Catalogue of Life.